# Jaime (film 1999)
Jaime è un film del 1999 diretto da António-Pedro Vasconcelos.